# Marino Šarlija
Marino Šarlija (Zagabria, 13 gennaio 1989) è un cestista croato.

## Palmarès
- Campionato croato: 1

Zadar: 2007-08
- Campionato austriaco: 1

Kapfenberg Bulls: 2018-2019
- Coppa d'Austria: 1

Kapfenberg Bulls: 2019
- Supercoppa d'Austria: 1

Kapfenberg Bulls: 2019